# Bulbophyllum stenophyton
Bulbophyllum stenophyton é uma espécie de orquídea (família Orchidaceae) pertencente ao gênero Bulbophyllum. Foi descrita por Leslie Andrew Garay e Walter Kittredge.